# Ermanno I di Weimar-Orlamünde
Ermanno I di Weimar-Orlamünde (1130 circa – 19 ottobre 1176) fu un conte di Weimar-Orlamünde della stirpe degli Ascanidi.

## Biografia
Ermanno I era il figlio di Alberto l'Orso e Sofia di Winzenburg, sorella della badessa Beatrice II di Quedlinburg. Era sposato con Irmgard († 31 luglio (1174-1180)). Il matrimonio generò Sigfrido III, che gli succedette come conte.
Ermanno I ricevette l'amministrazione della Turingia da suo padre mentre questo era ancora in vita ed è menzionato come conte dal 1167. Nel 1174, il castello di Weimar fu distrutto in una disputa con il langravio Ludovico III.